# Ербраш
Ербраш је једна од техника ликовне уметности која користи ербраш као средство за наношење течне или у фарбе у праху користећи компресовани ваздух, на било којој површини. Такође се може користити са спрејом.
С обзиром на широко распрострањену појаву технике ербраш, и много различитих боја и композиција, ербраша добија нови подстицај развоју. Сада се ербраш користи за креирање слика, ретушираних фотографија, моделовање, сликање текстила, мурал, боди арт, такозвано осликавање ноктију (nail art), сликарских сувенира и играчака и посуђа. Често се користи за израду слика на аутомобилима, мотоциклима, другим возилима, затим у штампарији, дизајну и тако даље. Због танког слоја боје и могућношћу да боју наноси глатко на површини, могуће је постићи одличне декоративне ефекте као што су: благи прелази боје, тродимензионални ефекат, реалино осликавање фотографије, имитација грубе текстуре на идеално глаткој површини итд...